# Grupo Arcano
El “Grupo Arcano” o “Grupo Arcano S.A” fue un holding empresarial fundado en 2001 por Alberto Chang y con el cual estafó a más de 10 mil personas alcanzando la suma de $ 186 mil millones de pesos chilenos.

## Historia

### Primeros años
“Grupo Arcano S.A” fue la primera, de alrededor de  9 empresas, que fue creada por Alberto Chang en colaboración con su madre, Verónica Rajii Krebsen. Esta sociedad se formalizó en octubre de 2001 y posteriormente, ambos crearon su segunda asociación llamada “Onix Capital LLC”, la cual operó de la mano de “Grupo Arcano”, con funciones tanto en Chile como en el extranjero. Desde la fundación de ambas empresas su crecimiento fue rápido, logrando expandirse gracias a una gran y diversa red de contactos que Chang se encargó personalmente de cultivar con los años.
Según lo publicado, en el hoy inexistente sitio web del denominado “Grupo Arcano S.A”, esta se definía como una:
«Organización internacional dedicada a la gestión de inversiones en private equity y venture capital (…) reconocida por invertir en negocios de innovación y obtener una alta rentabilidad en sus nuevas empresas (…) en energía, recursos naturales, tecnología, bienes de consumo, desarrollo inmobiliario y servicios financieros».
Precisamente la promesa de altas rentabilidades era lo más atractivo para quienes terminaron por convertirse en clientes de “Grupo Arcano”, ya que algunas de las víctimas que posteriormente entregaron sus declaraciones sostenían que la empresa de Chang entregaba mejores ofertas de rentabilidad que las que, en ese entonces, proporcionaban los bancos. Además, muchos de estos acreedores que decidieron invertir, también declararon haberse dejado llevar por la personalidad de Alberto Chang, quien vendía su imagen de “hombre exitoso” al presuntamente haber estudiado en la Universidad de Stanford en Estados Unidos. También se jactaba de conocer a una larga lista de figuras reconocidas mundialmente como Stephen Hawking y Bill Clinton, e incluso hacer negocios con algunas de estas, como Sergey Brin, dueño de Google, empresa de la cual Chang decía ser dueño del 1%.

### Denuncias
El 15 de junio de 2015, producto de una llamada anónima realizada por medio del programa Denuncia Seguro de la Subsecretaría de Prevención del Delito, se comenzó a investigar más a fondo los negocios de la empresa “Onix Capital”, luego de que la fuente acusara directamente a Alberto Chang de estafa. Tras la acusación, tanto el periódico El Mercurio como Diario Financiero volcaron su atención en el funcionamiento de las empresas del líder de Arcano que parecía bastante irregular, lo cual comenzó una investigación exhaustiva por parte de la prensa, la que fue seguida, aproximadamente a finales del 2015, por el Servicio de Impuestos Internos (SII).
Posteriormente las operaciones de Chang, que ya habían sido puestas en duda, entraron en una crisis mayor en 2016, a raíz de la caída de la empresa chilena AC Inversions, quienes prometían hasta un 5% en rentabilidades, más de lo que ofrecía “Grupo Arcano S.A” que era alrededor del 2%, por lo cual el 3 de marzo de este mismo año se terminó por descubrir la implicación de AC Inversions en una presunta estafa piramidal, lo que por consiguiente volvió más estrictas las regulaciones del Servicio de Impuestos Internos (SII) ante estas sociedades. En medio de esta nueva polémica, el 12 de marzo de 2016, Alberto Chang sale del país con destino a Londres, desde donde inició un recorrido que lo llevó por Suiza, Luxemburgo, Italia y que concluyó en la República de Malta, donde finalmente se estableció.
Producto de esta situación, creció la preocupación tanto de afiliados como de los propios ejecutivos de las múltiples empresas de Chang, quien el 6 de abril de 2016 terminó por distanciarse completamente de todos ellos. Ese día el líder fundador de “Grupo Arcano S.A”, casa matriz de todas sus demás operaciones, “Onix Capital” y otras 7 empresas a su cargo, se despidió por medio de un correo electrónico tanto de su madre, quien también era socia, como de sus más altos ejecutivos. Tras este acontecimiento la pirámide comenzó a caer, la segunda empresa de Chang Rajii, “Onix Capital”, estancó sus principales actividades, como la captación de acreedores que le invirtieran más dinero y la emisión de pagarés a quienes ya formaban parte como clientes, lo cual comenzó a generar una serie de denuncias por parte de estos últimos. Para el 8 de abril de 2016, ya existían 800 denuncias contra Alberto Chang y sus dos principales empresas siendo procesadas por la Fiscalía de Ñuñoa.

## Proceso de investigación
Este proceso investigativo recibió el nombre de “Caso Arcano”, incidente que ha sido denominado por algunos medios de comunicación como una de las estafas piramidales que compromete, a nivel nacional, las mayores cifras de dinero invertido. Según la información obtenida por la Fiscalía Oriente, el monto total de la estafa se encuentra valuado en aproximadamente $75 mil millones (en pesos chilenos), lo cual se estima ha afectado a mil personas que fueron víctimas del engaño, entre ellas algunas figuras públicas como Tomás González, Mario Toral, Juan Pablo Swett, Gemma Contreras, José Miguel Viñuela y Hernán Briones. Así como también numerosas empresas, como Callegari Automotriz, Empresa de Comunicaciones e Inversiones V y V S.A., entre otras.
A raíz de la gran cantidad de denuncias existentes, el 11 de abril de 2016 el Servicio de Impuestos Internos (SII) informó públicamente la profundización del seguimiento de la situación tributaria de “Grupo Arcano S.A”. Verónica Rajii, quien aún se encontraba en Chile, vio frustrado a causa de esto su presunto plan de escape, el cual intentó efectuar el 18 de abril de 2016. Ese día, Rajii, quien tenía programado un vuelo con destino a Perú y posteriormente a la República de Malta para reencontrarse con su hijo, fue detenida en el aeropuerto de Santiago  por la Policía de Investigaciones (PDI) quienes además incautaron desde el mismo bolso de Verónica Rajii alrededor de 7 u 8 dispositivos digipass, vinculados a las empresas de Chang. La madre y socia del líder de Arcano y Onix, en una primera instancia de formalización se le atribuyeron los cargos de infracción a la Ley General de Bancos y estafa reiterada, por lo cual debió cumplir con arresto domiciliario total y arraigo nacional, medida que posteriormente cambió a prisión preventiva, luego nuevamente a arresto domiciliario y dos semanas después volvió a la medida de prisión preventiva, hasta que su defensa logró la firma mensual y el arraigo nacional como únicas medidas cautelares a causa de su presuntamente delicado estado de salud. A raíz de esto, los altos mandos de “Grupo Arcano S.A”, Paulo Brignardello, Nicole Soumastre y David Senerman, comunicaron su inmediata renuncia.
Por otra parte, Alberto Chang, quien no estuvo presente para su formalización en el país, aun así fue imputado por los cargos de estafa, lavado de dinero y por haber cometido múltiples infracciones tanto a la Ley General de Bancos como a la respectiva Ley de Mercado de Valores. A raíz de estos cargos, la Justicia chilena tramitó la extradición de Chang desde Malta, lo cual es dificultoso dado que Malta no posee ningún tratado de extradición directa con Chile, sin embargo, se acusó a Chang de ser parte del delito de crimen organizado lo cual preocupó a las autoridades de ese país, quienes el 12 de diciembre de 2016 lo tomaron detenido por dos semanas en penal Corradino, pero finalmente la extradición fue denegada por la consideración de la Justicia de Malta de que las declaraciones de los testigos chilenos no se realizaron bajo juramento.
Alberto Chang, también fue acusado por las operaciones de “Onix Capital” en Estados Unidos, desde donde también se emitió una orden de extradición que al día de hoy no ha prosperado. Actualmente, a pesar de que a partir del 25 de junio de 2016, el Vigésimo Quinto Juzgado Civil de Santiago decretase que sus bienes fueran liquidados con el fin de devolver la mayor cantidad de dinero a las víctimas de esta denominada estafa piramidal, Chang aún se encuentra en libertad y rodeado de lujos, mientras que sus clientes aún no reciben siquiera la mitad de su inversión original.
Finalmente, a pesar de no encontrarse en el país, Chang fue formalizado por los delitos de estafa, lavado de dinero y por cometer múltiples infracciones tanto a la Ley General de Bancos como a la respectiva Ley de Mercado de Valores. Producto de estos cargos, la Justicia chilena tramitó la extradición de Chang desde Malta, sin embargo, esta fue rechazada dejándolo en libertad. En cambio, su madre Verónica Rajii, en Chile debió pasar desde 2016 en adelante por diversas formalizaciones y cambios en su sentencia, hasta que en 2017 se le dejó tan solo con la medida cautelar de firma mensual y arraigo nacional. En 2018, se le declaró culpable, únicamente, por el delito de estafa reiterada.

## Modus Operandi
“Grupo Arcano S.A”,  se desarrolló bajo una compleja estructura societaria que ejercía funciones tanto a nivel nacional como en el extranjero. Dentro del país, operaba “Grupo Arcano S.A” que se catalogó como la empresa matriz de Chang y “Onix Capital LLC”, la cual comprendía actividades diferentes, pero que a fin de cuentas se encontraban estrechamente relacionadas con la empresa principal.
Bajo el mando de “Grupo Arcano” se encontraban funcionando 8 sociedades pertenecientes a Alberto Chang, una de estas es “Valco” o “Sociedad Comercial Valco Limitada”, desde ella Arcano contrataba a sus ejecutivos. Mientras que “Onix Capital LLC”, se encargaba de captar los activos obtenidos a base de los inversionistas, quienes llegaban atraídos por el modelo de suscribirse mediante pagarés o los denominados títulos de deuda que posteriormente les ofrecían grandes ganancias desde el primer mes.Las rentabilidades que entregaba esta última empresa, ofrecía un 2,5%  en un mes y aproximadamente cerca del 20% al año.
Sin embargo, tras las investigaciones se determinó que “Onix Capital” funcionó como fachada para interceptar fondos, de los cuales cerca del  90%  figuraban en el extranjero, siendo tan solo el 10% verdaderamente invertido. Por lo cual se determinó que los acreedores no recibían realmente el fruto de sus inversiones, sino que el dinero de los nuevos clientes que ingresaban recientemente al holding financiero.

## Presencia Internacional
En cuanto a los negocios de Alberto Chang en el extranjero, se ha establecido que la matriz de sus funciones fue Arcano Inc y en segundo lugar,  Onix Capital,  que funcionó de manera nacional e internacional. La primera sociedad, ejecutó acciones en tres reconocidos ejes económicos: Sídney, Miami y Londres. Desde ambas se gestionaban inversiones, funcionando principalmente como capital de riesgo en el exterior.

## Afectados
Esta estafa piramidal denominada como “Caso Arcano”, fue valuada en $75 mil millones (en pesos chilenos) y dejó alrededor de mil personas afectadas con pérdidas totales. El listado es extenso, sin embargo, algunas de estas son:

#### Familias
- Familia Callegari
- Familia Ergas Ventura
- Familia Bakulic Govorcin
- Hermanos Buhler Mohr
- Familia Soumastre

#### Figuras públicas
- José Miguel Viñuela
- Tomás González
- Juan Pablo Swett
- Gemma Contreras
- Hernán Briones
- Mario Toral
- Josefina Montané

#### Sociedades y Empresas
- Empresa Sermar Ltda.
- Empresa de Comunicaciones e Inversiones V y V S.A.
- Fondo de Inversión Privado GD.
- Rentas Inverco Ltda.
- Inversiones y Asesorías La Sierra Ltda.
- Sociedad Consultoría legal y tributaria General Blanche.